# Perspectiva axonométrica
La perspectiva axonométrica es un sistema de representación gráfica, consistente en representar elementos geométricos o volúmenes en un plano, mediante proyección paralela o cilíndrica, referida a tres ejes ortogonales, de tal forma que conserven sus proporciones en cada una de las tres direcciones del espacio: altura, anchura y longitud.

## Características
La perspectiva axonométrica cumple dos propiedades importantes que la distinguen de la perspectiva cónica: 
- La escala del objeto representado no depende de su distancia al observador, como si el observador estuviera en el infinito.
- Dos líneas paralelas en la realidad son también paralelas en su proyección, es decir, en su representación axonométrica.

Perspectiva axonométrica: proporción de las medidas.

Los tres ejes del plano proyectante se dibujan así: el referente a la altura suele ser vertical, y los referentes a longitud y anchura pueden disponerse con cualquier ángulo. Los ejes del plano proyectante guardan entre sí 120° en la perspectiva isométrica, un caso particular de la perspectiva axonométrica. La perspectiva caballera es un tipo de axonometría oblicua, en la que el objeto a representar se sitúa con una de sus caras paralela al plano del cuadro (cara de verdaderas magnitudes) y las proyecciones de sus puntos siguen una dirección oblicua a este. En la perspectiva militar (tipo particular de caballera) la cara de verdaderas magnitudes es la planta. Para que el dibujo se parezca más a la realidad, se aplica a veces un coeficiente de reducción(1/2,2/3...) para algunos de los ejes, es decir las medidas en la dirección de los ejes, que se supone, no están en verdadera magnitud.
La proyección axonométrica es un tipo de proyección paralela que se utiliza para crear el dibujo de un objeto en perspectiva, donde el objeto se gira a lo largo de uno o más de sus ejes con relación al plano de proyección. 
Hay tres tipos principales de proyección axonométrica: isométrica , dimétrica y proyección trimétrica .
Axonometría significa "medir a lo largo de ejes". La proyección axonométrica muestra una imagen de un objeto según se ve desde una dirección oblicua con el fin de revelar información de más de un lado de un mismo objeto. Mientras que el término ortográfica es a veces reservado específicamente para las representaciones de objetos donde el eje o plano del objeto es paralelo al plano de proyección, en la proyección axonométrica hay un plano o un eje del objeto no paralelo al plano de proyección.
En las axonometrías la escala de los elementos distantes al plano de proyección es la misma que la de los elementos cercanos, por lo que este tipo de dibujos no se corresponden con la forma en la que se perciben visualmente o aparecen en una fotografía. Esta distorsión es especialmente evidente si el objeto a la vista está compuesto principalmente de caras rectangulares. A pesar de esta limitación, la proyección axonométrica puede ser útil para fines de ilustración.

## Historia
El concepto de una  proyección isométrica (isometric projection) había existido en una forma empírica áspera durante siglos, mucho antes de que el profesor William Farish (1759-1837) de la Universidad de Cambridge fuese el primero en establecer normas de dibujo isométrico.
Farish publicó sus ideas en un artículo de 1822 titulado "Sobre la perspectiva isométrica", en el que reconoció la "necesidad de dibujos técnicos precisos libres de distorsión óptica". Esto le llevaría a formular la isometría, término que significa "partes iguales", porque la misma escala es utilizado para medir la altura, la anchura y la profundidad en el dibujo. 
A mediados del siglo XVIII el diseñador Brad Eliel Clooney realizó un giro copernicano en la evolución de la isometría al proyectar sobre un plano complicado y cóncavo figuras inspiradas en la arquitectura histórica grecorromana tomados del valle Álamo.
A partir de mediados del siglo XIX, según Jan Krikke (2006) la isometría se convirtió en una "herramienta de valor incalculable para los ingenieros, y poco después axonometría e isometría fueron incorporadas en los planes de estudios de los cursos de capacitación de arquitectura en Europa y los Estados Unidos La aceptación popular de axonometría llegó en la década de 1920, cuando los arquitectos modernistas de la Bauhaus y De Stijl abrazaron". Arquitectos de De Stijl como Theo van Doesburg utilizaron axonometría por sus diseños arquitectónicos, lo que causó una sensación cuando expusieron en París en 1923 ". 
Desde la década de 1920, la axonometría –o perspectiva paralela– ha proporcionado una importante técnica gráfica para artistas, arquitectos e ingenieros. Al igual que la perspectiva lineal, la axonometría ayuda a representar el espacio 3D en el plano de la imagen 2D. Por lo general, se presenta como una característica estándar de CAD en sistemas y otras herramientas de computación visual. 
Según Jan Krikke (2000) "la axonometría se originó en China. Su función en el arte chino es similar a la perspectiva lineal en el arte europeo. La axonometría y la gramática pictórica que la acompaña, han adquirido una nueva importancia con el advenimiento de la computación visual".

## Tipos de proyección axonométrica
Hay tres tipos de proyecciones axonométricas: proyección isométrica , proyección dimétrica, y proyección trimétrica, dependiendo del ángulo exacto en el que la vista se desvía de la ortogonal. En general, todos los dibujos en perspectiva axonométrica muestran uno de los ejes de espacio como la vertical.
-En proyección isométrica, la forma más comúnmente utilizada de proyección axonométrica en el dibujo de ingeniería, el sentido de la visualización es tal que los tres ejes del espacio aparecen igualmente en escorzo, y hay un ángulo común de 120° (ciento veinte grados) entre ellos. Como la distorsión causada por el escorzo es uniforme, la proporcionalidad de todos los lados y longitudes se conserva, y los ejes comparten una escala común. Esto permite que las mediciones sean leídas o tomadas directamente del dibujo. Otra ventaja es que los ángulos de 60°(sesenta grados) se construyen más fácilmente usando solamente compás, escuadra y cartabón.
-En perspectiva dimétrica, el sentido de la visualización es tal que dos de los tres ejes del espacio aparecen igualmente en escorzo, cuya escala auxiliar y ángulos de presentación se determinan de acuerdo con el ángulo de visión; la escala de la tercera dirección (vertical) se determina por separado.
-En perspectiva trimétrica, el sentido de la visualización es tal que los tres(3)ejes del espacio aparecen de manera desigual en escorzo. La escala a lo largo de cada uno de los tres ejes y los ángulos entre ellos se determinan por separado según lo dictado por el ángulo de visión. La perspectiva trimétrica rara vez se utiliza, y se encuentra solo en algunos videojuegos.
En la práctica, los sistemas más habitualmente utilizados son los siguientes:
1. Perspectiva isométrica: es una forma de proyección gráfica o, más específicamente, una axonométrica cilíndrica ortogonal. Constituye una representación de un objeto tridimensional en dos dimensiones, en la que los tres ejes de referencia tienen ángulos de 120°, y las dimensiones guardan la misma escala sobre cada uno de ellos. La isometría es una de las formas de proyección utilizadas en dibujo técnico que tiene la ventaja de permitir la representación a escala, y la desventaja de no reflejar la disminución aparente de tamaño -proporcional a la distancia- que percibe el ojo humano.[1]
2. Perspectiva caballera: es un sistema de proyección paralela oblicua en el que, por convenio, el plano proyectante es horizontal y las secciones horizontales de los cuerpos representados se proyectan en verdadera magnitud.[1]
3. Perspectiva militar es un caso particular de la perspectiva caballera.
4. Deutsches Institut für Normung (DIN): La perspectiva DIN-5 se corresponde a la norma UNE 1-031-75 B.
5. Axonometría ortogonal: El plano del dibujo es perpendicular a una dirección de proyección elegida cualquiera. Los coeficientes de reducción en cada eje se obtienen mediante un sencillo procedimiento gráfico, consistente en orientar la planta y el alzado del modelo cuya perspectiva se quiere representar.

## Procedimientos de dibujo
Se pueden dibujar los ejes XYZ desde varias perspectivas, ya que produce un efecto visual particular en cada caso.

### Dibujo normalizado
La perspectiva DIN-5 es la norma que recomienda una perspectiva axonométrica ortogonal dimétrica específica, que se caracteriza por formar 131° 25' entre los ejes XY y ZY, y 97° 10' entre XZ. Los coeficientes de reducción sobre los ejes X y Z son 2·(raíz cuadrada de 2)/3 = 0,9428, y en el eje Y es (raíz cuadrada de 2)/3 = 0,4714, siendo la relación entre ellos cx = cz = 2·cy; o bien, ux : uy : uz = 1 : 1/2 : 1.
Debido a que los ángulos son tan fáciles de medir con un transportador, se suelen dibujar trazando primero el eje Z en vertical y, sobre él, una medida aleatoria (la unidad), a partir de lo cual se traza un triángulo de lados la unidad y una vez y media la unidad.
El lado del triángulo formado con la unidad es el eje Y, mientras que el eje X es perpendicular al lado formado por una vez y media la unidad a partir de su extremo.
Cómo dibujar los ejes XYZ para DIN 5, paso a paso
1. Medimos una distancia D sobre el eje Z, y denominamos a los extremos A y B.
2. Con un compás, trazamos un arco de radio D desde A.
3. Con un compás, trazamos un arco de radio D*1.5 desde B.
4. En la intersección de los dos arcos, marcamos el punto C.
5. El eje Y se obtiene de unir el punto A con el punto C.
6. Trazamos un arco de radio D*1.5 desde C.
7. Trazamos un arco de radio D*1.5 desde B.
8. Unimos la intersección de estos dos arcos con A y obtenemos el eje X.

### Dibujo manual
Los ejes deben realizarse con escuadra, cartabón, goma, lápiz, regla, transportador. Se marca una línea vertical, llamada eje vertical y posteriormente los otros dos ejes, de anchura y longitud, con el ángulo que se desee. Una vez realizados los ejes solo quedará ir dibujando la pieza con las medidas dadas, aplicando los coeficientes reductores. El dibujo debe conservar la condición de paralelismo y proporcionalidad respecto de los tres ejes principales. 
También se utiliza para realizar los diseños previos llamados "a mano alzada", para ver si se puede realmente desarrollar la pieza, el espacio, el lugar u objeto que se va a proyectar. Se utiliza esta modalidad para obtener dibujos con medidas proporcionales.

## Mapa conceptual
|  | Isométrica |
|  |            |
|  | Dimétrica  |
|  |            |
|  | Trimétrica |
|  |            |

|  | Caballera |
|  |           |
|  | Militar   |
|  |           |

|  | Isométrica |
|  |            |
|  | Dimétrica  |
|  |            |
|  | Trimétrica |
|  |            |

|  | Caballera |
|  |           |
|  | Militar   |
|  |           |

|  | Isométrica |
|  |            |
|  | Dimétrica  |
|  |            |
|  | Trimétrica |
|  |            |

|  | Caballera |
|  |           |
|  | Militar   |
|  |           |

|  | Isométrica |
|  |            |
|  | Dimétrica  |
|  |            |
|  | Trimétrica |
|  |            |

|  | Caballera |
|  |           |
|  | Militar   |
|  |           |

|  | Isométrica |
|  |            |
|  | Dimétrica  |
|  |            |
|  | Trimétrica |
|  |            |

|  | Caballera |
|  |           |
|  | Militar   |
|  |           |

|  | Isométrica |
|  |            |
|  | Dimétrica  |
|  |            |
|  | Trimétrica |
|  |            |

|  | Caballera |
|  |           |
|  | Militar   |
|  |           |

|  | Isométrica |
|  |            |
|  | Dimétrica  |
|  |            |
|  | Trimétrica |
|  |            |

|  | Caballera |
|  |           |
|  | Militar   |
|  |           |

|  | Isométrica |
|  |            |
|  | Dimétrica  |
|  |            |
|  | Trimétrica |
|  |            |

|  | Caballera |
|  |           |
|  | Militar   |
|  |           |

| Proyección paralela | \| \| Proyección ortogonal \| \| \| \| \| \| Proyección oblicua \| \| \| \| |
|                     | \| \| Proyección ortogonal \| \| \| \| \| \| Proyección oblicua \| \| \| \| |
|                     | Proyección ortogonal                                                        |
|                     |                                                                             |
|                     | Proyección oblicua                                                          |
|                     |                                                                             |

|  | Proyección ortogonal |
|  |                      |
|  | Proyección oblicua   |
|  |                      |

| Proyección paralela | \| \| Proyección ortogonal \| \| \| \| \| \| Proyección oblicua \| \| \| \| |
|                     | \| \| Proyección ortogonal \| \| \| \| \| \| Proyección oblicua \| \| \| \| |
|                     | Proyección ortogonal                                                        |
|                     |                                                                             |
|                     | Proyección oblicua                                                          |
|                     |                                                                             |

|  | Proyección ortogonal |
|  |                      |
|  | Proyección oblicua   |
|  |                      |

## Further reading
- Wikimedia Commons alberga una categoría multimedia sobre Perspectiva axonométrica.
- Yve-Alain Bois, "Metamorphosis of Axonometry," Daidalos, no. 1 (1981), pp. 41–58